# Chiroteuthis picteti
Chiroteuthis picteti е вид главоного от семейство Chiroteuthidae. Видът не е застрашен от изчезване.

## Разпространение
Разпространен е в Индонезия и Сомалия.